# Vovtxansk
Vovtxansk (en ucraïnès Вовчанськ) és una ciutat de la província de Khàrkiv, Ucraïna. El 2021 tenia 17.747 habitants.